# Hrasno Donje
Hrasno Donje (en cyrillique : Храсно Доње) est un village de Bosnie-Herzégovine. Il est situé dans la municipalité de Kalesija, dans le canton de Tuzla et dans la fédération de Bosnie-et-Herzégovine. Selon les premiers résultats du recensement bosnien de 2013, il compte 1 166 habitants.

## Démographie

### Évolution historique de la population
| 1948 | 1953 | 1961 | 1971 | 1981  | 1991  | 2013  |
| ---- | ---- | ---- | ---- | ----- | ----- | ----- |
| -    | -    | 691  | 854  | 1 094 | 1 221 | 1 166 |

|  |

### Communauté locale
En 1991, Hrasno Donje faisait partie de la communauté locale de Hrasno qui comptait 1 859 habitants, répartis de la manière suivante :